# Polo sul magnético

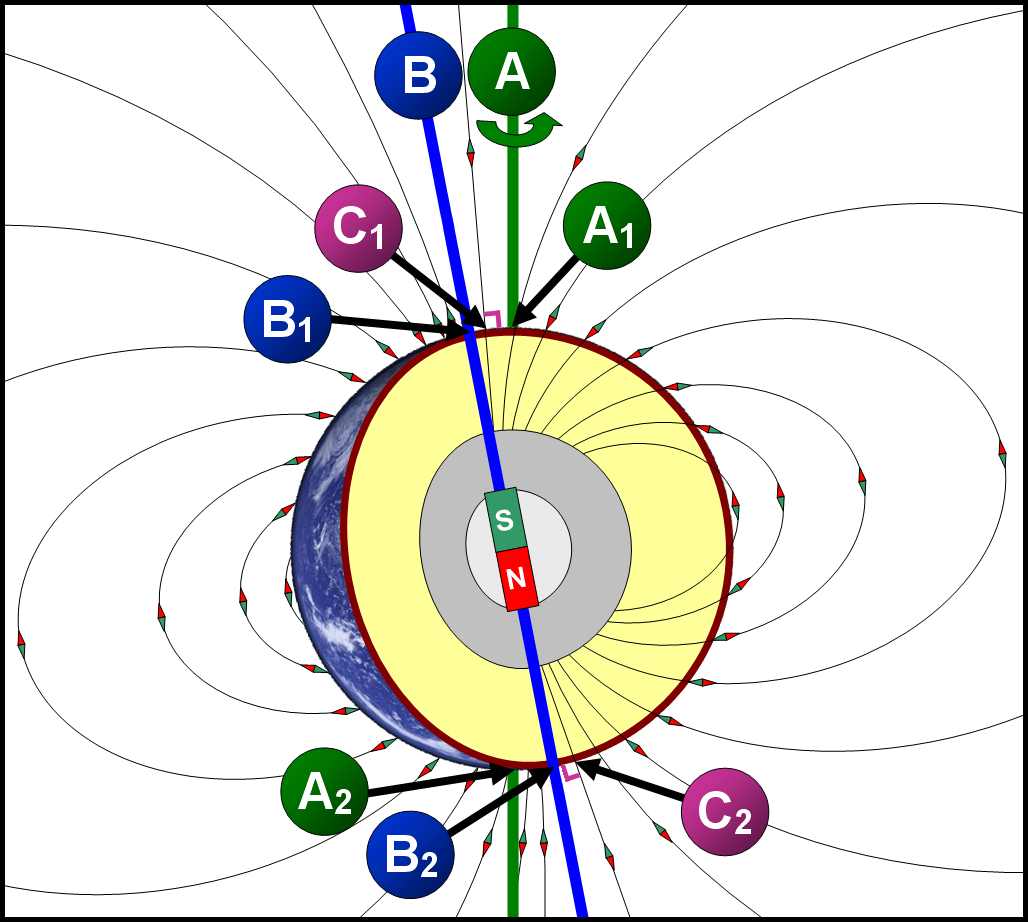

O polo sul magnético é um ponto variável à superfície da terra onde as linhas de força do campo magnético terrestre são dirigidas na vertical e para cima. Não deve ser confundido com o menos conhecido ponto chamado Polo Sul geomagnético
A sua variação contínua deve-se a perturbações no campo magnético terrestre. Em 2005, estimava-se a sua posição em 64° 32′ S, 137° 52′ L junto à costa da Terra de Wilkes, na Antártida. Move-se para noroeste cerca de 10 a 15 km/ano.
| Polo norte magnético | (2001) 81° 18′ N, 110° 48′ O  | (2004 est) 82° 18′ N, 113° 24′ O | (2005 est) 82° 42′ N, 114° 24′ O |
| Polo sul magnético   | (1998) 64° 36′ S, 138° 30′ L. | (2004 est) 63° 30′ S, 138° 00′ L |                                  |

## Expedições
Em 16 de janeiro de 1909 três homens (Douglas Mawson, Edgeworth David, e Alistair Mackay) da expedição Nimrod de Sir Ernest Shackleton anunciaram ter encontrado o ponto do Polo Sul magnético, naquele tempo em terra. Todavia, há hoje dúvidas sobre se a sua localização era correta.

## Polo sul geomagnético
Como aproximação de primeira ordem, o campo magnético terrestre pode ser modelado como um dipolo magnético simples, enviesado de cerca de 11º em relação ao eixo da rotação da Terra e centrado no centro da Terra. Os resíduos formam um campo não dipolar. Os polos geomagnéticos norte e sul são antípodas entre si, onde o eixo deste dipolo teórico intersecta a superfície terrestre. Se o campo magnético terrestre fosse um dipolo perfeito, então as linhas do campo magnético seriam verticais nos polos geomagnéticos e coincidiriam com os polos magnéticos. Todavia, existe uma distância entre os polos magnéticos e geomagnéticos. Em 2005 estimava-se a posição do polo sul geomagnético em 79° 44′ S, 108° 13′ L perto da estação Vostok. O ponto não tem obrigação de coincidir com o polo sul astronômico, tal como sucede no outro hemisfério.